# Шваленберг (графство)
Графство Шваленберг (нем. Grafschaft Schwalenberg) — феодальной княжество в Германии, существовавшее с XI века до 1365 года.
Первый граф Шваленберга (comes Swalenbergensis), о котором имеются документальные сведения — Видекинд I (ок. 1124—1137). Он был племянником Бернхарда, епископа Падерборна. Род князей Вальдека и Пирмонта, потомков графов Шваленберга, существует и сейчас.
Графу Фольквину II (1137—1177) удалось значительно расширить свои владения. Он стал самым могущественным сеньором на территории между Херефордом и Хёкстером. Однако затем начался обратный процесс. Так, в 1189 году граф Видекинд III, чтобы профинансировать участие в Третьем крестовом походе, продал права наместника в епископстве Падерборн, монастыре Хёкстер и вицефогство в Корвее.
В 1190 году от Шваленберга отделилось графство Пирмонт, в начале XIII века (окончательно — в 1228) — Вальдек, в 1249/1250 — графство Штернберг. После этого во владении графов Шваленберга остался только одноимённый город.
Династия прекратилась в 1365 году со смертью графа Генриха VIII. Его владения разделили сеньория Липпе и епископство Падерборн.